# Митрофанівський провулок
Митрофа́нівський прову́лок — зниклий провулок, що існував у Печерському району міста Києва, місцевість Саперне поле. Провулок пролягав від вулиці Василя Тютюнника до вулиці Саперне Поле.

## Історія
Виник у 1-й чверті ХХ століття (близько 1916—1925 років) під такою ж назвою (як продовження Митрофанівської вулиці). Офіційно назву було затверджено 1955 року. Ліквідована наприкінці 1970-х років. Ймовірно, приєднана до вулиці Ковпака і є складовою її першого кварталу між вулицями Саперне Поле та Василя Тютюнника.